# Lecanora atromarginata
Lecanora atromarginata är en lavart som först beskrevs av Hugo Magnusson och som fick sitt nu gällande namn av Hannes Hertel och Gerhard Rambold. 
Lecanora atromarginata ingår i släktet Lecanora och familjen Lecanoraceae. Arten är reproducerande i Sverige.